# Comtat de Gresivaudan
El comtat de Gresivaudan (francès Grésivaudan, antiga grafia Graisivaudan) fou una jurisdicció feudal de Borgonya. La formava una vall dels Alps al Isere formant una part del seu curs inferior.
Diversos senyors hi tenien possessions entre els quals un senyor anomenat Delfi I. El 1009 un senyor del sud del comtat de Vienne, Guigó va rebre del rei Rodolf III de Borgonya la meitat de la castellania de Moras al Viennois i més tard possessions a Moirans, a Champsaur (1027), Oisans (1035), Gresivaudan (cap a mitjan segle), Briançonais (1053) i la vall d'Oulx (1070). Aquest Guigó era segurament Guigó I (V) que amb les seves possessions i les que va adquirir pel seu matrimoni amb Delfina, filla i hereva de Delfí I, senyor amb terres a la zona, va fundar els comtats d'Albon, de Grenoble i de Gresivaudan i va governar almenys del 1009 al 1029. El títol de comte no apareix de fet fins al 1035.
Després del 1133 aquestos comtats es van unir en una sola entitat anomenada Delfinat del Vienès.